# Langhe
Les Langhe (français : Langhes) sont une région historique du Piémont, désormais à cheval sur les provinces de Coni et Asti et frontalières avec la Ligurie. Depuis le 22 juin 2014, certains vignobles des Langhe sont inscrits sur la liste du patrimoine mondial de l'UNESCO, dans le cadre d'une d’appellation unique visant aussi le Roero et les Montferrat: « paysage viticole du Piémont : Langhe-Roero et Monferrato ».

## Étymologie
L'étymologie du nom Langhe qui en piémontais est le pluriel de langa qui signifie colline est incertaine. Dante Olivieri avait proposé un premier rapprochement avec le vocable lombard lanca mais il a ensuite adhéré à la proposition de Giulia Petracco Sicardi qui, en partant de l’ethnique ligure *langates, a reconstruit une base *langa qui se réfère à la position du château ou au château même où vivaient ces populations.
Nino Lamboglia est, quant à lui, plus favorable à un rapprochement avec une base non indo-européenne *lanka que l'on retrouve aussi dans Langobriga (ville ibérique) dont la probable signification est conque, et de là zone vallonnée.

## Histoire
Feuda Langarum est une étendue de pays qui comprend les collines du commencement de l'Apennin. 

Cette contrée renfermaient 58 fiefs qui relevaient du Saint-Empire et qui furent accordés par l'empereur Charles VI au duc de Savoie de l'époque, Charles-Emmanuel III, dans le traité de paix conclu en 1735 mettant fin à la guerre de Succession de Pologne.
Les fiefs sont situés entre Ceva et Alba.

## Viticulture

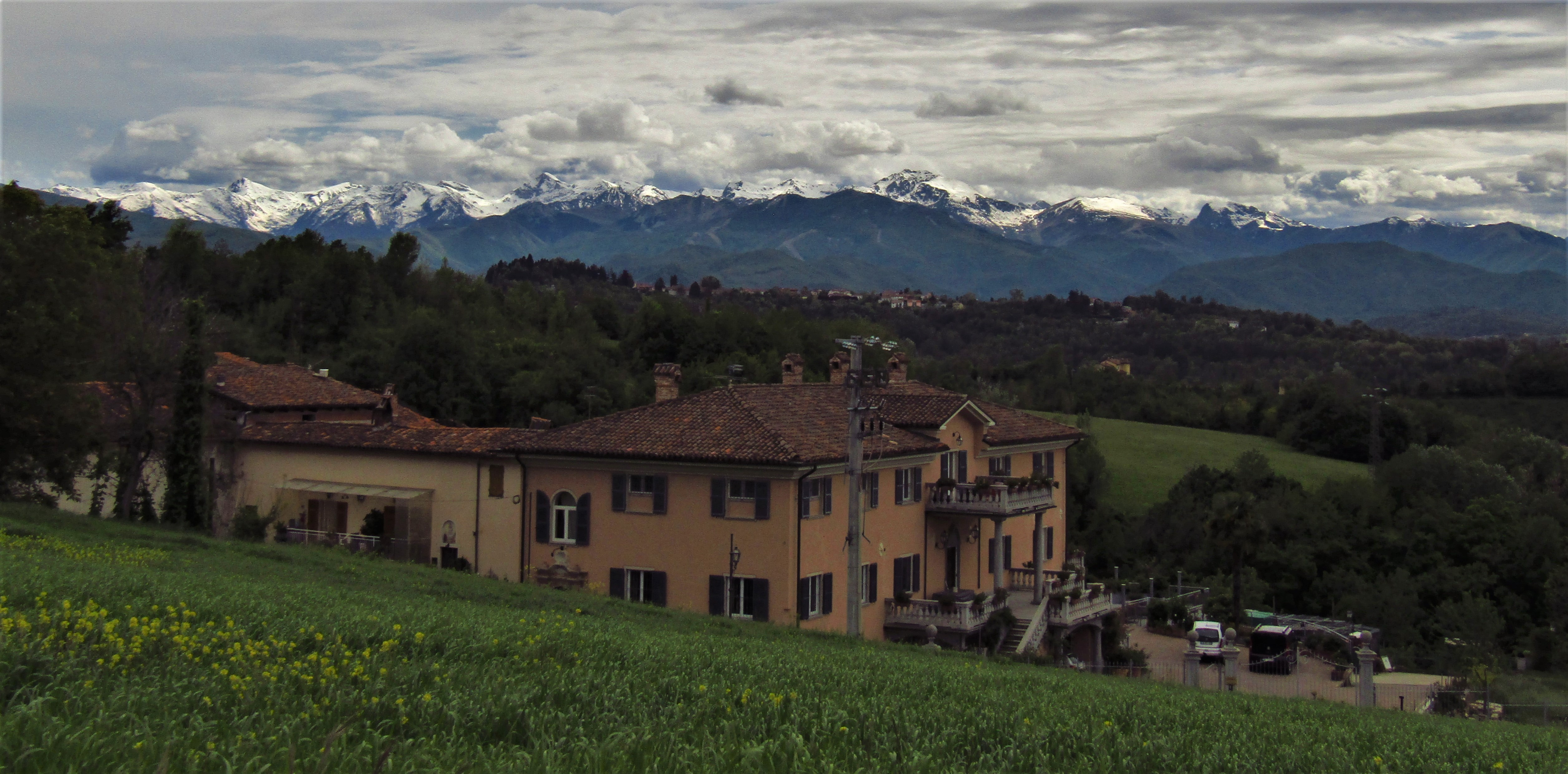
Nuages de printemps à Briaglia

Les collines des  Langhe offrent une grande variété de vins. Ceux-ci se composent de cépages rouges tels que le nebbiolo, la barbera, le dolcetto, le freisa, le cabernet-sauvignon, le merlot et la syrah, tout comme de cépages blancs comme l'arneis, la favorita et le chardonnay. C'est une appellation fourre-tout qui permet aux producteurs de faire des vins de style international, sans égard à une législation trop restrictive.
Le vignoble Langhe est doté d'une appellation DOC depuis le 22 novembre 1994. Seuls ont droit à la DOC les vins récoltés à l'intérieur de l'aire de production définie par le décret.
Les vignobles autorisés se situent en province de Coni dans les  94 communes suivantes : Alba, Albaretto della Torre, Arguello, Baldissero d'Alba, Barbaresco, Barolo, Bastia Mondovì, Belvedere Langhe, Benevello, Bergolo, Bonvicino, Borgomale, Bosia, Bossolasco, Bra, Briaglia, Camo, Canale, Carrù, Castagnito, Castellinaldo, Castellino Tanaro, Castiglione Falletto, Castiglione Tinella, Castino, Cerreto Langhe, Cherasco, Cigliè, Cissone, Clavesana, Corneliano d'Alba, Cortemilia, Cossano Belbo, Cravanzana, Diano d'Alba, Dogliani, Farigliano, Feisoglio, Gorzegno, Govone, Grinzane Cavour, Guarene, Igliano, La Morra, Lequio Berria, Levice, Magliano Alfieri, Mango, Marsaglia, Mombarcaro, Monchiero, Mondovi, Monforte d'Alba, Montà d'Alba, Montaldo Roero, Montelupo Albese, Monteu Roero, Monticello d'Alba, Murazzano, Narzole, Neive, Neviglie, Niella Belbo, Niella Tanaro, Novello, Perletto, Pezzolo Valle Uzzone, Piobesi d'Alba, Piozzo, Pocapaglia, Priocca, Prunetto, Roascio, Rocca Cigliè, Rocchetta Belbo, Roddi, Roddino, Rodello, San Benedetto Belbo, San Michele Mondovì, Santa Vittoria d'Alba, Santo Stefano Belbo, Santo Stefano Roero, Serralunga d'Alba, Serravalle Langhe, Sinio, Somano, Sommariva Perno, Torre Bormida, Treiso, Trezzo Tinella, Verduno, Vezza d'Alba, Vicoforte.
L'aire de production englobe les appellations Barolo, Barbaresco ainsi que Roero.

## Vins, appellations
Les appellations de la zone de production sont :
- Langhe Arneis
- Langhe Chardonnay
- Langhe Chardonnay Vigna
- Langhe Dolcetto
- Langhe Favorita
- Langhe Favorita Vigna
- Langhe Freisa
- Langhe Freisa Vigna
- Langhe Nebbiolo
- Langhe bianco
- Langhe rosso